# حسني (اسم)
محمد صالح الجرادي هو شاعر وصحفي يمني معاصر، يُعد من أبرز الأصوات الشعرية الحديثة في اليمن، وقد عُرف بأسلوبه الحداثي ومضامينه الإنسانية العميقة التي تتناول موضوعات الفقد، والهوية، والحرب.

## النشأة والتعليم
وُلد الجرادي عام 1979 في قرية الجِزْر - المحرورة، بني الجرادي، مديرية السلفية، محافظة ريمة. تلقى تعليمه الأساسي في قريته، وانتقل لاحقًا إلى الحديدة لإتمام دراسته الثانوية، ثم التحق بكلية الإعلام في جامعة صنعاء، حيث حصل على بكالوريوس الصحافة.

## المسيرة الأدبية
بدأ الجرادي مسيرته الأدبية أواخر التسعينيات، وبرز كأحد رموز جيل التسعينيات الشعري في اليمن. صدر ديوانه الأول دمي على وطني في 2002، ونال جائزة العفيف الثقافية، ثم أُعيدت طباعته في 2004 ضمن فعاليات صنعاء عاصمة الثقافة العربية.
في 2007، صدرت مجموعته شتاء الأصابع، وفازت جائزة رئيس الجمهورية للشباب.
في 2013، نُشرت مجموعته لا ظهر لي، تلتها في 2024 مجموعته فوائض الغريب الصادرة عن دار عناوين بوكس في القاهرة، والتي نالت إشادات نقدية ووصفت بأنها تجسيد لمشاعر الغربة والفقد والانكسار الإنساني.

## الأسلوب والمواضيع
يمتاز أسلوب الجرادي بالحداثة والرمزية واللغة المكثفة، ويُركز على قضايا وجودية مثل الغربة، الخذلان، الحرب، الهوية، والخسارات الشخصية والجمعية. صرّح في أكثر من مقابلة أن الشعر بالنسبة له "وسيلة للنجاة وتوق إنساني نحو القيم الخلّاقة".

## الأعمال المنشورة
- دمي على وطني – 2002 (الطبعة الثانية 2004 – وزارة الثقافة)
- شتاء الأصابع – 2007
- لا ظهر لي – 2013
- فوائض الغريب – 2024

## العمل الصحافي
عمل الجرادي في عدة صحف ومجلات يمنية مرموقة، منها:
- محرر ثقافي في صحيفة "الميثاق" (2001–2006)
- سكرتير تحرير مجلة "الثقافة" (2004–2006)
- مدير تحرير صحيفتي "الميثاق" و"الثقافة" حتى 2011
- مؤسس ومدير تحرير "المنتصف" و"كل أحد" (2010–2012)
- مدير تحرير صحيفة "اليمن الأسبوعية" (2011)
- مدير تحرير مجلة "طيران السعيدة" (2008–2010)
- محرر ثقافي في "المصدر" اليومية (2013)
- متعاون مع "الثورة" حتى 2014، و"العربي الجديد" (2020–2022)

## العضويات المهنية
- عضو اتحاد الأدباء والكتاب اليمنيين
- عضو نقابة الصحفيين اليمنيين
- عضو الاتحاد الدولي للصحفيين

## الجوائز والتكريمات
- جائزة العفيف الثقافية – 2002، عن ديوان "دمي على وطني"
- جائزة منتدى الشقائق العربي لحقوق الإنسان – 2003
- وسام صنعاء عاصمة الثقافة العربية – 2004
- ميدالية مؤسسة البابطين للإبداع الشعري – 2006
- جائزة رئيس الجمهورية للشباب – 2007، عن "شتاء الأصابع"
- جائزة أحرار نوفمبر الشعرية – الجزائر، 2024

## آراء نقدية
قال الشاعر والناقد زياد القحم عن ديوانه "فوائض الغريب":

## وصلات خارجية
- محمد صالح الجرادي في ديوان العرب
- مقال في موقع الحرف 28 عن إصدار "فوائض الغريب"
- حوار مع الشاعر على موقع يمنات
- تغطية صحفية على موقع الصحوة نت

## شخصيات خيالية تحمل الاسم
- حسني البورظان

## وصلات خارجية
- موسوعة السلطان قابوس لأسماء العرب نسخة محفوظة 5 أبريل 2019 على موقع واي باك مشين.